# Sport Club Internacional
Sport Club Internacional är en fotbollsklubb ifrån Porto Alegre i Rio Grande do Sul i Brasilien. Klubben grundades den 4 april 1909.

## Kända spelare
Se också Spelare i Internacional
- Roberto Abbondanzieri
- Branco
- Dunga
- Alexandre Pato
- Cláudio Taffarel